# Простір ландшафтного планування
Простір ландшафтного планування належить до теорій про значення і природи простору як об'єму та як елемент дизайну. Концепція простору як фундаментального засобу ландшафтного дизайну виросла з дискусій, пов'язаних з модернізмом, сучасним мистецтвом, азійським мистецтвом та дизайном, як показано в японському саду, та архітектурі.

## Європа
Елізабет К. Меєр цитує есе Клода-Анрі Валте "Сад" (1774) як першу згадку про космос в саду та архітектурну теорію. Ендрю Джексон Даунінг написав "Космічний склад в архітектурі" у 1918 році, який безпосередньо пов'язував живопис та сади як мистецтво, що займається створенням простору.
Витоки сучасної північноєвропейської думки є німецькою естетичною філософією 1890-х років. До 1920-х рр. теорія відносності Ейнштейна замінила концепцію Ньютона на універсальний простір. Флетчер Стіл, Джеймс Роуз, Гарретт Екбо і Дан Кілі є спеціалістами-практиками, які почали писати і створювати ідеї ліній, об'ємів, мас та площин, намагаючись усунути існуюючі дискусії, зосереджені навколо офіційних та неофіційних ідей, одні з яких би більш тісно зблизив своє поле з образотворчим мистецтвом.
За словами Адріана Форті термін "простір", який стосувався дизайну, був майже безглуздим до 1890-х років. У той час почали розвиватися дві думки. Віденський Готфрід Земпер в 1880 році розробив архітектурну теорію, яка була заснована на думці, що перший імпульс архітектури був огородженням космосу. Камілло Зітте розповсюдив ідеї Земпера на зовнішні простори у своєму плануванні міста відповідно до художніх принципів (1889). Одночасно Фрідріх Ніцше будував ідеї Канта, які підкреслювали досвід космічного простору як силового поля, створеного людським рухом і сприйняттям. Мартін Гайдеггер пізніше суперечить обом думкам. У своїй книзі «Буття і час» (1927 р.) та «Будівництво, житло, мислення»(1951 р.), він стверджував, що простір не є ні конструкцією розуму, ні даними, а є «тим, чим було створено простір», і був створений об'єктом в межах простору, а не сам простір. Анрі Лефевр називає це питання досить сумнівним, поєднуючи поняття дизайнерів про себе як космічних виробників, щоб підкорятися до пануючого капіталістичного способу виробництва. Він відчував, що створенеабстрактне місце знищило соціальний простір через відчуження, відокремлення та привілеї ока.
Джеймс Роуз і Гарретт Екбо, які були колегами Гарвардського університету в 1930-х роках, були піонерами руху, який приймав ідеї про космос від таких художників, як Василь Кандінський, Курт Швіттерс, Наум Габо та російські конструктивісти, а також архітектурні ідеї, створені на базі безкоштовного плану Людвига Міса ван дер Роєна. Побачивши сади, як зовнішнє приміщення чи скульптури, які потрібно пройти, визначаючи пріоритет руху. За аналогією з живописом та скульптурою Роуз, зокрема, побачив елементи ландшафту, що мають архітектурний обсяг, а не просто масу: "У чистому ландшафті ми скидаємо структурну оболонку, а обсяг визначається землею, мощенням, водою і землею, листям, стінами, конструкціями та іншими боковими вертикальними елементами, а також над небом, розгалуженням і покрівлею ". Екбо прийняв стовпчики координатної сітки колон і тонкої стінки вільного плану, щоб заявити про соціальну функцію саду як місця, де людина і колектив збігаються.
До 1940-х рр. з'явилися розповіді про космічний простір у ландшафтному дизайні. Зігфрід Гідіон, у своїй розповіді про простір, час та архітектуру, перебудував історію архітектури як історію космосу. Ерн Голдфінгер написав кілька впливових статей в "Архітектурному огляді",  які стосуються підсвідомого ефекту розмірів та форм просторів. Він зазначає, що сприйняття космосу відбувається в стані, який є невимовним: нам потрібно пройти через ландшафт, щоб повністю його випробувати. Дан Кілі поглинав ці твори і спирався на роботу Роза і Екбо, сприяючи асиметрію над симетрією, рівновагу над ієрархією, численні центри та неоднозначність фігури.

## Мінімалізм
Мінімалістське мистецтво мало великий вплив на дизайнерів 1960-х років, таких як Пітер Вокер та Марта Шварц. З одного боку, просторово-кадрова скульптура Сола Левіта і скульптура Карла Андре, масового виробництва об'єктів дозволили переослити необхідність стіни як формуванням простору. На практиці також стосувалося сприйняття Сасакі того факту, що ландшафт став розглядатись як "відкритий простір", білий аркуш, на якому відображатиметься будівництво " Міжнародних стилів". Ця відокремленість від ландшафту була особливо помітною у корпоративних офісних парках, і Сасакі та Вокер намагалися з'єднати між собою і зовнішні простори.
Джеймс Корнер вважає, що ландшафтна просторовість є однією з трьох речей, які відрізняють середовище ландшафту (інші - ландшафтна температура та ландшафтна матеріальність). Він посилається на Гастона Башляра, підкреслюючи роль масштабу та психічного розташування, які відрізняють простір ландшафту від архітектури та живопису: "безпосередня безмежність світу від внутрішньої безмежності уяви, внутрішнього простору".
Августин Берк аналізує ландшафтну площу, порівнюючи універсальний Ньютонський простір і декартовий дуалістичний простір, в якому існує чітке розмежування суб'єкта і об'єкта, а також китайського середовищного простору, в якому єдність ландшафту та середовища відповідає єдності розуму та тіла. Таким чином, постмодерна думка об'єднує поняття простору як породження розуму, тіла та культури. Замість того, щоб бути негативним об'єктом, що його займають, простір можна розглядати як власний обсяг з незаперечною важливістю як інструмент дизайну. У сучасному дизайні це вважається яскравим, живим явищем, яке сприяє нашому сприйняттю і досвіду світу в тонких, але часто навмисних способів.